# Dennis Nkrumah-Korsah
Dennis Nkrumah-Korsah (25 de febrero de 1996) es un futbolista ghanés que juega en la demarcación de lateral izquierdo para el Accra Hearts of Oak SC de la Liga Premier de Ghana.

## Selección nacional
Tras jugar en las categorías inferiores, finalmente hizo su debut con la selección de fútbol de Ghana el 10 de junio de 2022 en un encuentro amistoso contra Japón que finalizó con un resultado de 4-1 a favor del combinado japonés tras los goles de Miki Yamane, Kaoru Mitoma, Take Kubo y Daizen Maeda para Japón, y de Jordan Ayew para el combinado ghanés.

## Clubes
| Club                   | País  | Año       | Partidos | Goles |
| ---------------------- | ----- | --------- | -------- | ----- |
| Ebusua Dwarfs          | Ghana | 2016-2022 | 93       | 6     |
| Accra Hearts of Oak SC | Ghana | 2022-     | 37       | 0     |